# 第46回スーパーボウル
第46回スーパーボウル（Super Bowl XLVI）は2012年2月5日にインディアナ州インディアナポリスのルーカス・オイル・スタジアムで開催されたアメリカンフットボール（NFL）の試合。2011シーズンのNFLの総決算。ニューイングランド・ペイトリオッツとニューヨーク・ジャイアンツの対戦となった。この対戦は第42回スーパーボウルと同じカードになった。試合は第4Qにジャイアンツが逆転21-17で勝利した。
MVPにはイーライ・マニングが選ばれた。

## 背景

### 開催地決定まで
2008年5月に開催されたNFLオーナー会議で、ヒューストン（リライアント・スタジアム）、グレンデール（ユニバーシティ・オブ・フェニックス・スタジアム）を破りインディアナポリスでの開催が決定された。インディアナポリスでのスーパーボウル開催は初のことであり、寒冷地での開催もデトロイト（第16回、第40回）、ミネアポリス（第26回）に続いて4回目となる。

### シーズン開幕前の労使交渉
2011年シーズン開幕前、労使協定問題の交渉が難航し、3月から8月にかけてオーナー側がロックアウトを行ったため、一時開催が危ぶまれた。

## 出場チーム
AFC代表ニューイングランド・ペイトリオッツは、今大会と同じくジャイアンツとの対戦となった第42回大会以来、4年ぶり7度目の出場である。勝利すれば、マクナブ、ウェストブルックといった選手が所属していたイーグルスを破った第39回大会以来、7年ぶり4度目のスーパーボウル制覇となる。
NFC代表ニューヨーク・ジャイアンツは、今大会と同じくペイトリオッツとの対戦となり、「ヘルメットキャッチ」と呼ばれるスーパープレーが誕生した第42回大会以来、4年ぶり5度目の出場である。勝利すれば、4年ぶり4度目のスーパーボウル制覇となる。
両チームがスーパーボウルで対戦するのは2度目である。

### ニューイングランド・ペイトリオッツ

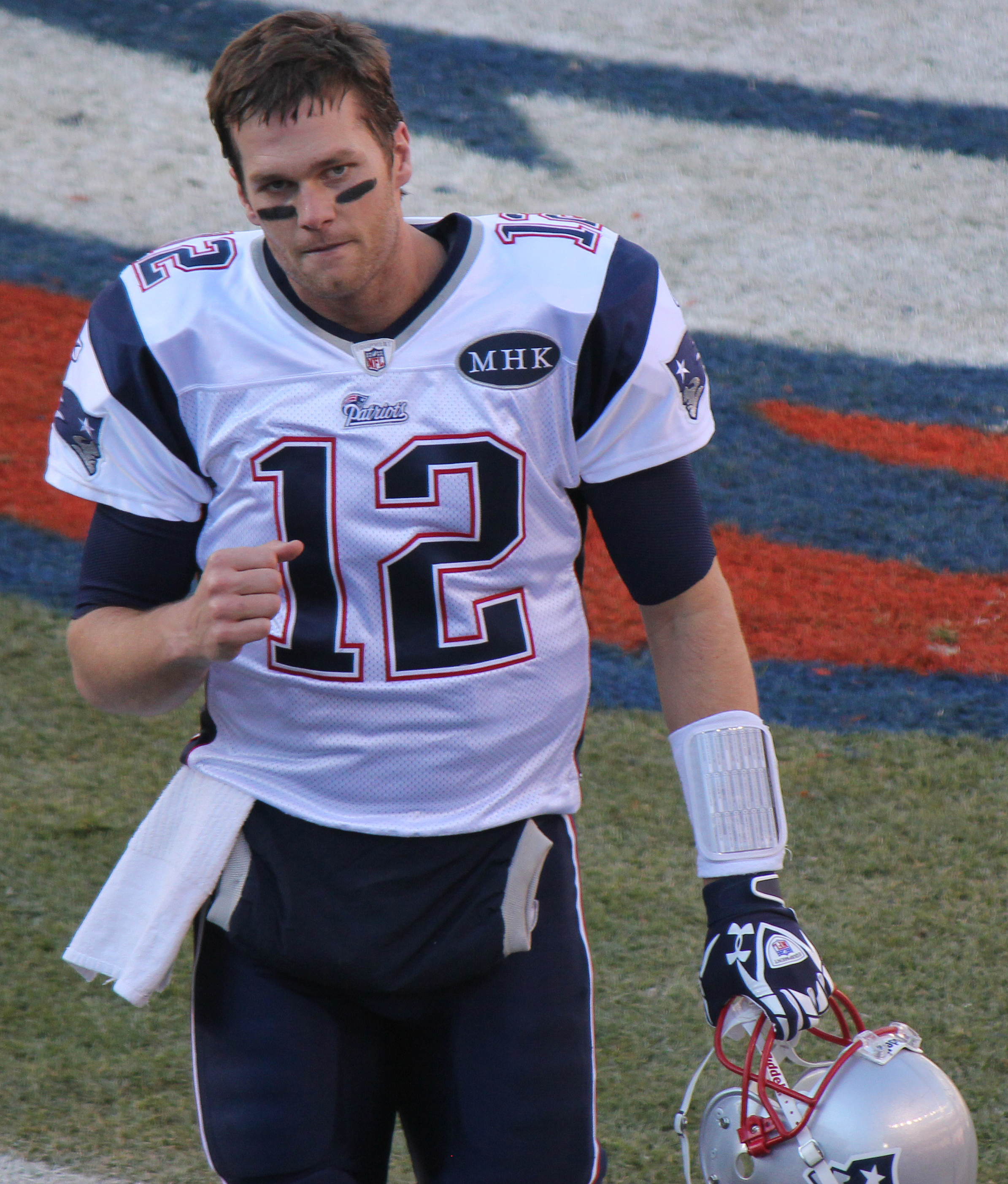
QBブレイディ

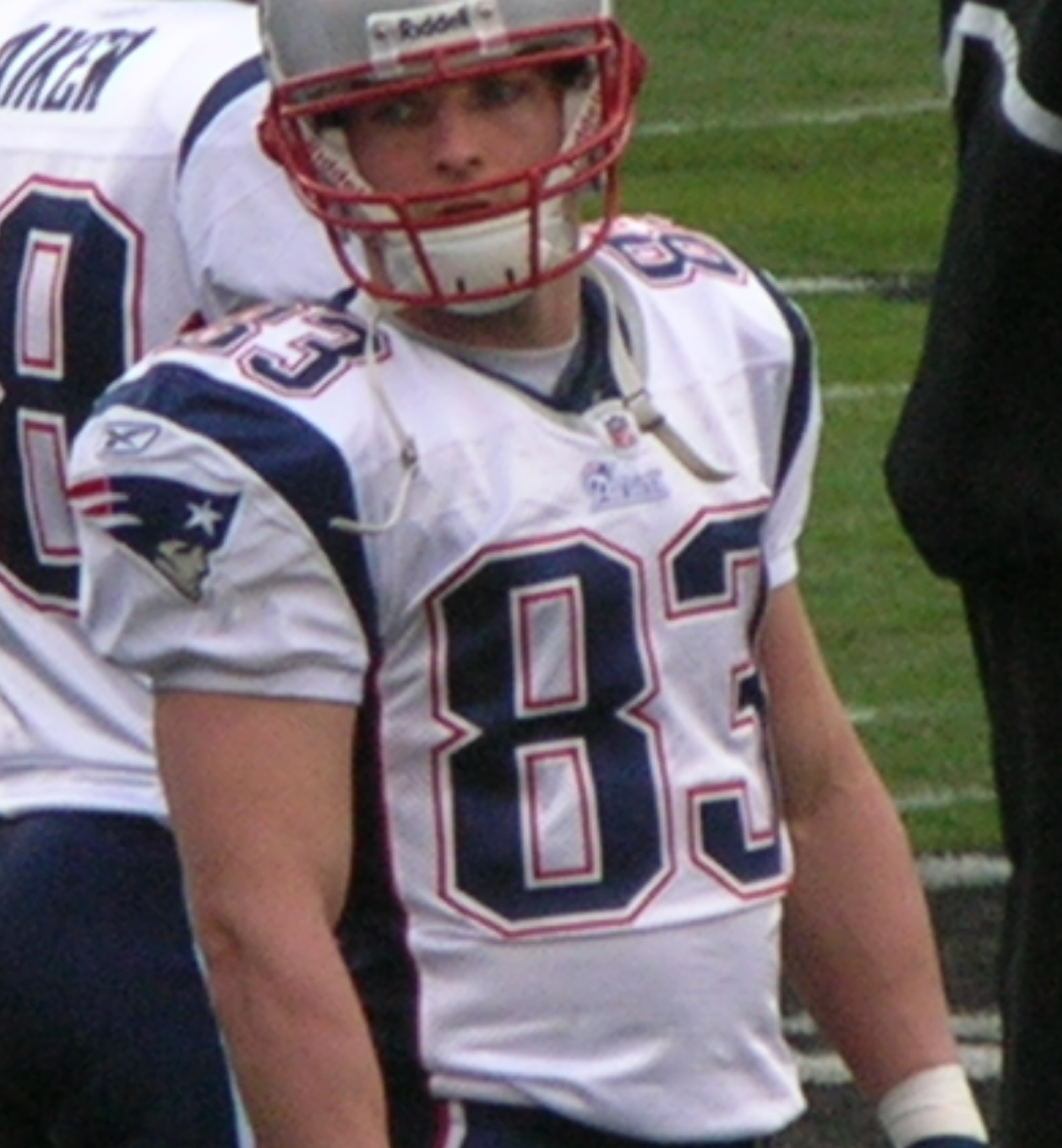
WBウェルカー

ペイトリオッツは第8週のピッツバーグ・スティーラーズ戦、第9週のジャイアンツ戦に連敗したが残り試合を全勝し、13勝3敗の成績でAFC東地区優勝、AFC第1シードでプレーオフ出場を果たした。プレーオフでもデンバー・ブロンコス、ボルチモア・レイブンズを破り4年ぶり7回目のスーパーボウル出場を果たした。ビル・ベリチックがヘッドコーチになってからでは5度目の出場となるがこれはトム・ランドリーと並ぶ史上2位である（1位は6回出場のドン・シュラ）。
チームはNFL3位の513得点をあげた。12年目のQBトム・ブレイディはパス成功率65.6%で自己ベストの5,246ヤード、39TD、12INTでQBレイティング105.6、ランでも109ヤードを走って3TDをあげて7回目のプロボウルに選ばれた。
ブレイディのメインターゲットのWRウェス・ウェルカーはNFLトップの122回のキャッチで1,569ヤード、9TDをあげてプロボウルに選ばれた。TEロブ・グロンコウスキーはいずれもタイトエンドとしてのNFLシーズン記録となる1,327ヤード、17TDをあげてプロボウルに選ばれた。もう1人のアーロン・ヘルナンデスは79回のキャッチで910ヤードを獲得、7TDをあげた。またベテランWRディオン・ブランチが51回のキャッチで702ヤード、5TDをあげた。シンシナティ・ベンガルズから加入したチャド・オチョシンコは限定的な起用にとどまった。
ランではベンジャーヴィス・グリーン＝エリスが667ヤード、11TD、ステヴァン・リドリーが447ヤード（平均5.1ヤード）を走り、ダニー・ウッドヘッドがランで351ヤード（平均4.6ヤード）、キックオフで437ヤードをリターンした。
オフェンスラインではローガン・マンキンス、ブライアン・ウォーターズの2人がプロボウルに選ばれた。
ディフェンスではヴィンス・ウィルフォークが3.5サック、2インターセプト、1ファンブルフォースをあげてプロボウルに選ばれた。またアンドレ・カーター、マーク・アンダーソンがそれぞれ10サック、2ファンブルフォースをあげた。彼らの後ろではLBロブ・ニンコヴィッチが74タックル、6.5サック、2インターセプトをあげた。ディフェンスバックでは入団から3シーズンでわずか1回のインターセプトであったカイル・アリントンがNFLトップの7インターセプト、チームトップの88タックルをあげたが人材不足によりWRのジュリアン・エデルマン、マシュー・スレイターも起用された。
シーズン開幕前にロバート・クラフトオーナーの妻、マイラが亡くなったため、このシーズン選手たちは彼女のイニシャルであるMHKというワッペンをつけてプレーした。

### ニューヨーク・ジャイアンツ

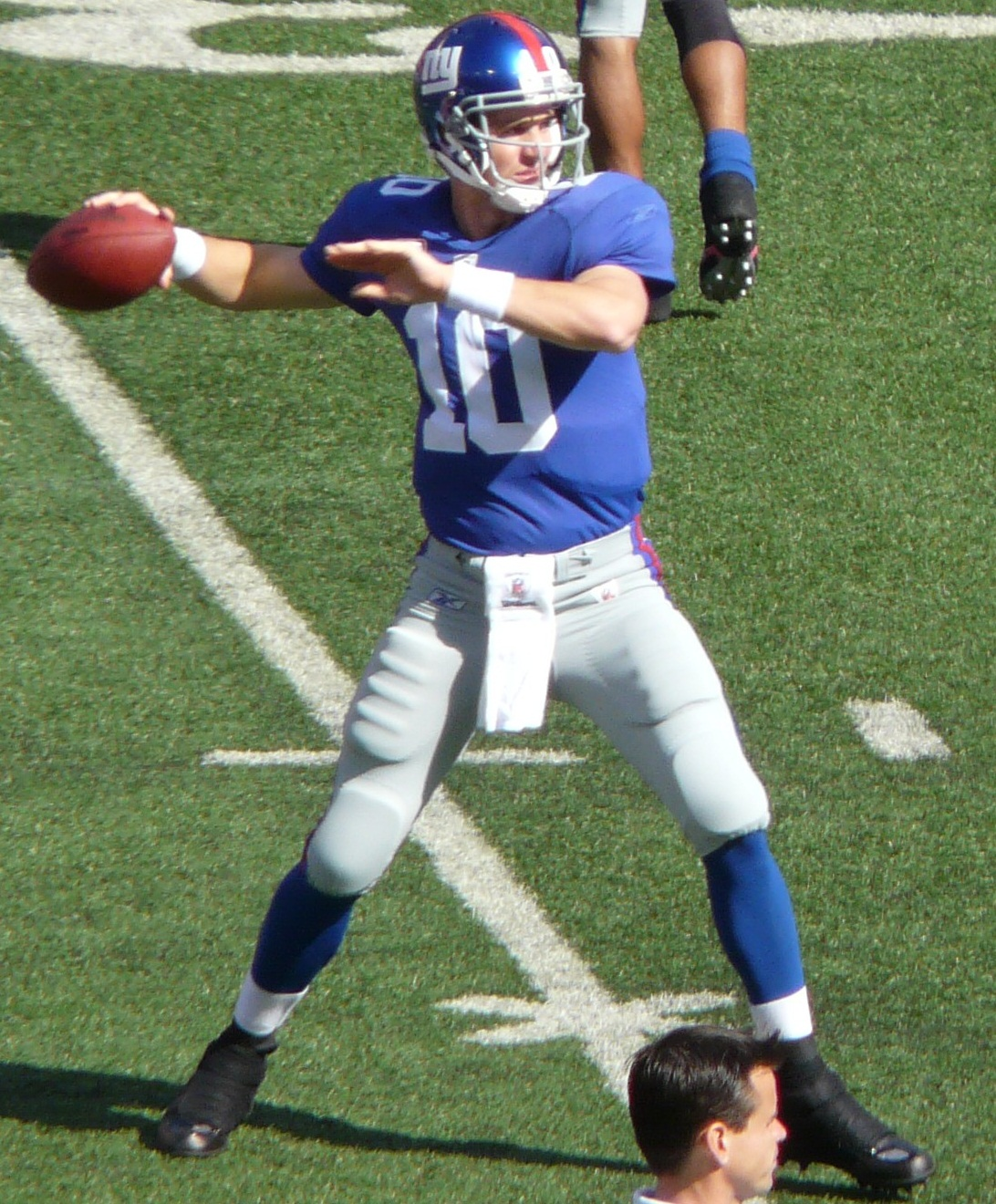
QBマニング

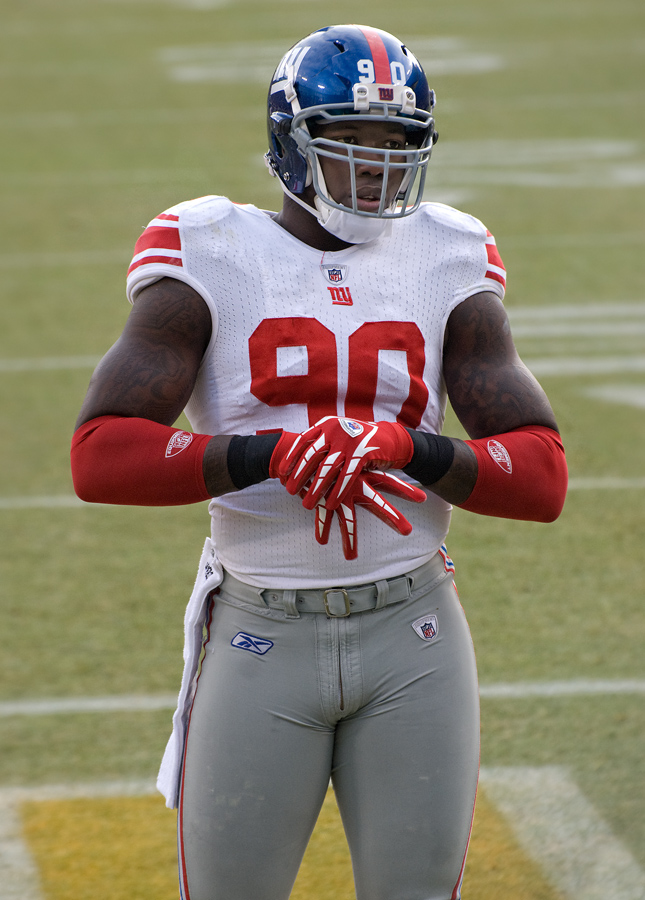
REピエール＝ポール

ジャイアンツは6勝2敗と好スタートを切ったがその後4連敗するなど苦戦、最終節、8勝7敗で並んだ同地区のダラス・カウボーイズとの直接対決を31-14で勝利し、9勝7敗でNFC東地区優勝を果たし、2008年以来となるプレーオフに第4シードで出場を果たした。プレーオフではアトランタ・ファルコンズを24-2、シーズン15勝1敗の成績をあげたグリーンベイ・パッカーズを37-20、13勝3敗のサンフランシスコ・フォーティナイナーズをオーバータイムにローレンス・タインズの決勝FGにより20-17で破り、5度目のスーパーボウル出場を果たした。1978年にシーズン16試合制が導入された後、9勝7敗でスーパーボウルに出場したのは第14回スーパーボウルでのロサンゼルス・ラムズ、第43回スーパーボウルでのアリゾナ・カージナルスの2チームのみでいずれも敗れている。
QBイーライ・マニングはこの年ほとんどのカテゴリで自己ベストの成績をあげ、チーム記録となる4,933ヤードを投げて、29TD、16INT、QBレイティング92.9でプロボウルにも選ばれた。WRビクター・クルーズは82回のキャッチでチーム記録となる1,536ヤード（この年NFL3位）を獲得、9TDをあげた。他にもハキーム・ニックスが76回のキャッチで1,192ヤード、7TD、マリオ・カニンガムが39回のキャッチで523ヤード、4TD、TEジェイク・バラードは38回のキャッチで604ヤードを獲得した。
RBアーマド・ブラッドショーは足の骨にひびが入り4試合に欠場したが、ランでチームトップの659ヤード、9TD、をあげるとともに、レシーブでも34回267ヤード、2TDをあげた。またブランドン・ジェイコブスは571ヤード、7TDをあげた。
ディフェンスでは、ジェイソン・ピエール＝ポール、オシ・ユメンヨラらディフェンスラインが活躍を見せた。ジェイソン・ピエール＝ポールは86タックルに加えてNFL4位の16.5サック、23ロスタックルなどをあげてプロボウルに選ばれた。またユメニオーラは9サック、2ファンブルフォースをあげた。またディフェンスバックではコリー・ウェブスターが自己ベストの6インターセプト、ケニー・フィリップス、アーロン・ロスがそれぞれ4インターセプト、Sアントレル・ロールは2インターセプト、チームトップの96タックルをあげた。
チームはレギュラーシーズン、394得点、400失点であったがスーパーボウル出場チームが得失点差でマイナスとなるのは初のことである。

### プレーオフ
AFC第1シードのペイトリオッツは1回戦を免除され、ディビジョナルプレーオフではティム・ティーボウに率いられたデンバー・ブロンコスとの対戦で、トータルオフェンスで509ヤードを獲得、45得点、35点差というチームのプレーオフ新記録をあげて45-10と圧勝した・ブレイディはパス25回中18回成功、246ヤードを投げ、前半だけで5TDをあげた。またディフェンスはティーボウにパス26回中9回しか成功させず、5回サックを見舞った。
AFCチャンピオンシップゲームはペイトリオッツとAFC第2シードのボルチモア・レイブンズと対戦した。ブレイディの1ヤード。TDランで23-20となった後、レイブンズ最後の攻撃は敵陣14ヤードまで攻め込んだ後、スターリング・ムーアが2連続でパスブロック、そのうちの1回は残り22秒からリー・エバンズを狙ったパスをエンドゾーンでカットした。ビリー・カンディフが同点狙った32ヤードのFGが大きく左に外れてペイトリオッツがスーパーボウルに進出した。
NFCでは第4シードのジャイアンツが第5シードのファルコンズをメットライフ・スタジアムで24-2と破った。この試合でイーライ・マニングは3TD、インターセプトなし、ディフェンスは相手オフェンスを無得点に抑え、マニングのインテンショナルグランディングセイフティによる2得点しか与えなかった。
ディビジョナルプレーオフでは前年スーパーボウルチャンピオンでNFC第1シードで15勝1敗でシーズンを終えたグリーンベイ・パッカーズと対戦、前半終了間際にマニングからハキーム・ニックスへのヘイルメアリーパスが決まり20-10でジャイアンツがリードして折り返した。ジャイアンツはアーロン・ロジャースを4サックするなど封じ、37-20で勝利した。
NFCチャンピオンシップゲームではNFC第2シードのサンフランシスコ・フォーティナイナーズと対戦した。オーバータイムまで持ち込まれた試合はパントリターナーのカイル・ウィリアムズがジャキアン・ウィリアムズによりボールを失い、ジャイアンツが敵陣24ヤードでボールを奪った。最後はローレンス・タインズが31ヤードのFGを決めてジャイアンツが20-17で勝利した。

### スーパーボウル前の話題
第42回スーパーボウルと同じ組み合わせとなったこの試合はペイトリオッツがパーフェクトシーズンを阻止された4年前の雪辱を果たせるかどうか、ブレイディとマニングの2人が注目された。スーパーボウルウィークの1月31日には、インディ500で知られるインディアナポリス・モーター・スピードウェイメディア・パーティーが行われ、NFL全32チームや第46回スーパーボウルのカラーに塗られたレースカーが人気を集めた。またスーパーボウル2週間前のAFCチャンピオンシップゲームで左足首を負傷した、ロブ・グロンカウスキーの回復具合にも注目が集まった。他にも2勝14敗に終わった地元チームインディアナポリス・コルツのスーパースターで、イーライ・マニングの兄でもあるペイトン・マニングの去就についても大きく報道された。また引退後に健康障害を訴える選手たちをサポートするための団体、NFLアルムナイ・アソシエーション（エグゼクティブ・ディレクタージョージ・マーティン）による結成の記者会見も行われた。

## 試合経過
| \| 開始 \| 開始 \| 開始 \| ボール保持 \| ドライブ \| ドライブ \| TOP \| 結果 \| 得点内容 \| 得点内容 \| 得点内容 \| 得点 \| 得点 \| \| Q \| 時間 \| 地点 \| ボール保持 \| P \| yd \| TOP \| 結果 \| yd \| 得点者 \| PAT \| ジャイアンツ \| ペイトリオッツ \| \| ------------------------------------------------------------------------------------------------------------------------------- \| ------------------------------------------------------------------------------------------------------------------------------- \| ------------------------------------------------------------------------------------------------------------------------------- \| ------------------------------------------------------------------------------------------------------------------------------- \| ------------------------------------------------------------------------------------------------------------------------------- \| ------------------------------------------------------------------------------------------------------------------------------- \| ------------------------------------------------------------------------------------------------------------------------------- \| ------------------------------------------------------------------------------------------------------------------------------- \| ------------------------------------------------------------------------------------------------------------------------------- \| ------------------------------------------------------------------------------------------------------------------------------- \| ------------------------------------------------------------------------------------------------------------------------------- \| ------------ \| -------------- \| \| 1 \| 15:00 \| 自陣23 \| ジャイアンツ \| 10 \| 35 \| 6:00 \| パント \| — \| — \| — \| — \| — \| \| 1 \| 9:00 \| 自陣6 \| ペイトリオッツ \| 1 \| -6 \| 0:08 \| セイフティ \| — \| エンドゾーン内で反則 \| — \| 2 \| 0 \| \| 1 \| 8:52 \| 自陣22 \| ジャイアンツ \| 10 \| 78 \| 5:28 \| タッチダウン（パス） \| 2 \| マニング→Cruz \| キック成功 \| 9 \| 0 \| \| 1→2 \| 3:24 \| 自陣29 \| ペイトリオッツ \| 9 \| 60 \| 4:36 \| フィールドゴール成功 \| 29 \| ゴストコウスキー \| — \| 9 \| 3 \| \| 2 \| 13:48 \| 自陣20 \| ジャイアンツ \| 8 \| 39 \| 3:48 \| パント \| — \| — \| — \| — \| — \| \| 2 \| 10:00 \| 自陣20 \| ペイトリオッツ \| 3 \| 9 \| 1:36 \| パント \| — \| — \| — \| — \| — \| \| 2 \| 8:24 \| 自陣23 \| ジャイアンツ \| 7 \| 22 \| 4:21 \| パント \| — \| — \| — \| — \| — \| \| 2 \| 4:03 \| 自陣4 \| ペイトリオッツ \| 14 \| 96 \| 3:55 \| タッチダウン（パス） \| 4 \| ブレイディ→Woodhead \| キック成功 \| 9 \| 10 \| \| 2 \| 0:08 \| 自陣26 \| ジャイアンツ \| 1 \| -1 \| 0:08 \| 前半終了 \| — \| — \| — \| — \| — \| \| 前半終了 \| \| \| \| \| \| \| \| \| \| \| \| \| \| 3 \| 15:00 \| 自陣21 \| ペイトリオッツ \| 8 \| 79 \| 3:40 \| タッチダウン（パス） \| 12 \| Hernandez \| キック成功 \| 9 \| 17 \| \| 3 \| 11:20 \| 自陣35 \| ジャイアンツ \| 10 \| 45 \| 4:37 \| フィールドゴール成功 \| 38 \| Tynes \| — \| 12 \| 17 \| \| 3 \| 6:43 \| 自陣17 \| ペイトリオッツ \| 3 \| -2 \| 1:07 \| パント \| — \| — \| — \| — \| — \| \| 3 \| 5:36 \| 敵陣48 \| ジャイアンツ \| 9 \| 33 \| 5:01 \| フィールドゴール成功 \| 33 \| Tynes \| — \| 15 \| 17 \| \| 3-4 \| 0:35 \| 自陣20 \| ペイトリオッツ \| 5 \| 23 \| 1:18 \| インターセプト \| — \| — \| — \| — \| — \| \| 4 \| 14:17 \| 自陣8 \| ジャイアンツ \| 10 \| 49 \| 4:53 \| パント \| — \| — \| — \| — \| — \| \| 4 \| 6:43 \| 自陣8 \| ペイトリオッツ \| 11 \| 48 \| 5:38 \| パント \| — \| — \| — \| — \| — \| \| 4 \| 3:46 \| 自陣12 \| ジャイアンツ \| 9 \| 88 \| 2:49 \| タッチダウン（ラン） \| 6 \| Bradshaw \| ラン失敗 \| 21 \| 17 \| \| 4 \| 0:57 \| 自陣20 \| ペイトリオッツ \| 8 \| 29 \| 0:57 \| 試合終了 \| — \| — \| — \| — \| — \| \| P=プレー数、TOP=タイム・オブ・ポゼッション、PAT=ポイント・アフター・タッチダウン。 アメリカンフットボールの用語集 (en) も参照。 \| P=プレー数、TOP=タイム・オブ・ポゼッション、PAT=ポイント・アフター・タッチダウン。 アメリカンフットボールの用語集 (en) も参照。 \| P=プレー数、TOP=タイム・オブ・ポゼッション、PAT=ポイント・アフター・タッチダウン。 アメリカンフットボールの用語集 (en) も参照。 \| P=プレー数、TOP=タイム・オブ・ポゼッション、PAT=ポイント・アフター・タッチダウン。 アメリカンフットボールの用語集 (en) も参照。 \| P=プレー数、TOP=タイム・オブ・ポゼッション、PAT=ポイント・アフター・タッチダウン。 アメリカンフットボールの用語集 (en) も参照。 \| P=プレー数、TOP=タイム・オブ・ポゼッション、PAT=ポイント・アフター・タッチダウン。 アメリカンフットボールの用語集 (en) も参照。 \| P=プレー数、TOP=タイム・オブ・ポゼッション、PAT=ポイント・アフター・タッチダウン。 アメリカンフットボールの用語集 (en) も参照。 \| P=プレー数、TOP=タイム・オブ・ポゼッション、PAT=ポイント・アフター・タッチダウン。 アメリカンフットボールの用語集 (en) も参照。 \| P=プレー数、TOP=タイム・オブ・ポゼッション、PAT=ポイント・アフター・タッチダウン。 アメリカンフットボールの用語集 (en) も参照。 \| P=プレー数、TOP=タイム・オブ・ポゼッション、PAT=ポイント・アフター・タッチダウン。 アメリカンフットボールの用語集 (en) も参照。 \| P=プレー数、TOP=タイム・オブ・ポゼッション、PAT=ポイント・アフター・タッチダウン。 アメリカンフットボールの用語集 (en) も参照。 \| 21 \| 17 \| | | | | | | | | | | |              |                |
| 開始 | 開始 | 開始 | ボール保持 | ドライブ | ドライブ | TOP | 結果 | 得点内容 | 得点内容 | 得点内容 | 得点         | 得点           |
| Q | 時間 | 地点 | ボール保持 | P | yd | TOP | 結果 | yd | 得点者 | PAT | ジャイアンツ | ペイトリオッツ |
| 1 | 15:00 | 自陣23 | ジャイアンツ | 10 | 35 | 6:00 | パント | — | — | — | —            | —              |
| 1 | 9:00 | 自陣6 | ペイトリオッツ | 1 | -6 | 0:08 | セイフティ | — | エンドゾーン内で反則 | — | 2            | 0              |
| 1 | 8:52 | 自陣22 | ジャイアンツ | 10 | 78 | 5:28 | タッチダウン（パス） | 2 | マニング→Cruz | キック成功 | 9            | 0              |
| 1→2 | 3:24 | 自陣29 | ペイトリオッツ | 9 | 60 | 4:36 | フィールドゴール成功 | 29 | ゴストコウスキー | — | 9            | 3              |
| 2 | 13:48 | 自陣20 | ジャイアンツ | 8 | 39 | 3:48 | パント | — | — | — | —            | —              |
| 2 | 10:00 | 自陣20 | ペイトリオッツ | 3 | 9 | 1:36 | パント | — | — | — | —            | —              |
| 2 | 8:24 | 自陣23 | ジャイアンツ | 7 | 22 | 4:21 | パント | — | — | — | —            | —              |
| 2 | 4:03 | 自陣4 | ペイトリオッツ | 14 | 96 | 3:55 | タッチダウン（パス） | 4 | ブレイディ→Woodhead | キック成功 | 9            | 10             |
| 2 | 0:08 | 自陣26 | ジャイアンツ | 1 | -1 | 0:08 | 前半終了 | — | — | — | —            | —              |
| 前半終了 | | | | | | | | | | |              |                |
| 3 | 15:00 | 自陣21 | ペイトリオッツ | 8 | 79 | 3:40 | タッチダウン（パス） | 12 | Hernandez | キック成功 | 9            | 17             |
| 3 | 11:20 | 自陣35 | ジャイアンツ | 10 | 45 | 4:37 | フィールドゴール成功 | 38 | Tynes | — | 12           | 17             |
| 3 | 6:43 | 自陣17 | ペイトリオッツ | 3 | -2 | 1:07 | パント | — | — | — | —            | —              |
| 3 | 5:36 | 敵陣48 | ジャイアンツ | 9 | 33 | 5:01 | フィールドゴール成功 | 33 | Tynes | — | 15           | 17             |
| 3-4 | 0:35 | 自陣20 | ペイトリオッツ | 5 | 23 | 1:18 | インターセプト | — | — | — | —            | —              |
| 4 | 14:17 | 自陣8 | ジャイアンツ | 10 | 49 | 4:53 | パント | — | — | — | —            | —              |
| 4 | 6:43 | 自陣8 | ペイトリオッツ | 11 | 48 | 5:38 | パント | — | — | — | —            | —              |
| 4 | 3:46 | 自陣12 | ジャイアンツ | 9 | 88 | 2:49 | タッチダウン（ラン） | 6 | Bradshaw | ラン失敗 | 21           | 17             |
| 4 | 0:57 | 自陣20 | ペイトリオッツ | 8 | 29 | 0:57 | 試合終了 | — | — | — | —            | —              |
| P=プレー数、TOP=タイム・オブ・ポゼッション、PAT=ポイント・アフター・タッチダウン。 アメリカンフットボールの用語集 (en) も参照。 | P=プレー数、TOP=タイム・オブ・ポゼッション、PAT=ポイント・アフター・タッチダウン。 アメリカンフットボールの用語集 (en) も参照。 | P=プレー数、TOP=タイム・オブ・ポゼッション、PAT=ポイント・アフター・タッチダウン。 アメリカンフットボールの用語集 (en) も参照。 | P=プレー数、TOP=タイム・オブ・ポゼッション、PAT=ポイント・アフター・タッチダウン。 アメリカンフットボールの用語集 (en) も参照。 | P=プレー数、TOP=タイム・オブ・ポゼッション、PAT=ポイント・アフター・タッチダウン。 アメリカンフットボールの用語集 (en) も参照。 | P=プレー数、TOP=タイム・オブ・ポゼッション、PAT=ポイント・アフター・タッチダウン。 アメリカンフットボールの用語集 (en) も参照。 | P=プレー数、TOP=タイム・オブ・ポゼッション、PAT=ポイント・アフター・タッチダウン。 アメリカンフットボールの用語集 (en) も参照。 | P=プレー数、TOP=タイム・オブ・ポゼッション、PAT=ポイント・アフター・タッチダウン。 アメリカンフットボールの用語集 (en) も参照。 | P=プレー数、TOP=タイム・オブ・ポゼッション、PAT=ポイント・アフター・タッチダウン。 アメリカンフットボールの用語集 (en) も参照。 | P=プレー数、TOP=タイム・オブ・ポゼッション、PAT=ポイント・アフター・タッチダウン。 アメリカンフットボールの用語集 (en) も参照。 | P=プレー数、TOP=タイム・オブ・ポゼッション、PAT=ポイント・アフター・タッチダウン。 アメリカンフットボールの用語集 (en) も参照。 | 21           | 17             |

ペイトリオッツがコイントスに勝ちキックを選んだ。それまでNFCのチームがコイントスで続けていた連勝が14でストップした。
ジャイアンツは、最初の攻撃で敵陣33ヤードまで攻め込んだが、そこでペイトリオッツが踏ん張り、マーク・アンダーソンのサックなどでFG圏内からジャイアンツを押し出した。ここで登場したジャイアンツのパンター、スティーブ・ウェザーフォードは絶妙のパントを見せてペイトリオッツは自陣6ヤードからの攻撃となった。
続くペイトリオッツの攻撃でジャイアンツのジャスティン・タックが強烈なパスラッシュを見せて、ブレイディはエンドゾーン内でインテンショナルグラウンディングの反則を犯し、セイフティとなり、ジャイアンツが2-0と先制した。ジャイアンツはアーマド・ブラッドショーの24ヤードのランなどで9プレイ78ヤードを前進、最後はビクター・クルーズへの2ヤードのTDパスで9-0とリードを広げた。
続くペイトリオッツのドライブは、ベンジャーバス・グリーン＝エリスへの7ヤード、ディオン・ブランチへの15ヤード、ウェズ・ウェルカーへの19ヤードのパスなどで、敵陣11ヤードまで前進、スティーブン・ゴストコウスキーの29ヤードのFGで9-3と6点差に迫った。お互いにパントを蹴り合った後、ジャイアンツのウェザーフォードはまたしても見事なパントを蹴り、ペイトリオッツは自陣4ヤード地点からの攻撃となった。このドライブをペイトリオッツは前半終了間際、ダニー・ウッドヘッドへのTDパスで締めくくり、スーパーボール記録タイの96ヤードのTDドライブ（過去に第20回のシカゴ・ベアーズ、第44回のインディアナポリス・コルツが達成）を完成、9-10と逆転した。このドライブでブレイディは8本連続でパスを成功、71ヤードを前進させている。
第3Q、ペイトリオッツは、チャド・オチョシンコへの21ヤードのパス、グリーン=エリスの2回のランで25ヤードを前進し、アーロン・ヘルナンデスへの12ヤードのTDパスで9-17とリードを広げた。
ジャイアンツもジェレル・ジャーニガンズの34ヤードのリターンで、自陣35ヤード地点からの攻撃を開始、ローレンス・タインズの38ヤードのFGで12-17と追い上げた。そしてペイトリオッツの攻撃を3回で終わらせ、ゾルタン・メスコのパントをウィル・ブラックモンがリターンし、敵陣47ヤード地点からの攻撃権を手に入れた。ジャイアンツはタイトエンドのベアー・オパスコーへのパスでペイトリオッツ9ヤード地点まで前進したが、第3ダウンにアンダーソンとロブ・ニンコビッチがマニングをサック、ジャイアンツは第3Q残り35秒にタインズのFGで15-17とした。
第4Q初め、チェイス・ブラックバーンがロブ・グロンカウスキーと競り合って自陣8ヤード地点でブレイディのパスをインターセプト、ペイトリオッツの追加点を防いだ。ジャイアンツは続くドライブでパント、残り10分を切ったところで、ペイトリオッツは自陣8ヤード地点から攻撃を開始した。残り4分6秒にペイトリオッツは敵陣44ヤードまで攻め込み、第2ダウンにブレイディが、ノーマークのウェズ・ウェルカーにパスを投げた。このパスが成功していれば、ペイトリオッツはファーストダウンを更新、ジャイアンツにタイムアウトが1回しか残っていないことから、勝利に大きく近づくところであったが、ウェルカーはこれを痛恨のキャッチミス、ペイトリオッツはファーストダウンを更新できず、パントに終わった。
残り3分46秒を切ったところでイーライ・マニングがサイドライン際のマリオ・マニンガムに38ヤードのパスを成功、このプレーに対してビル・ベリチックペイトリオッツヘッドコーチはチャレンジを要求したが判定は覆らずタイムアウトを1回費やした。さらにマニンガムへの2本のパスで18ヤードを前進、ハキーム・ニックスへの14ヤードのパスで、ペイトリオッツ陣18ヤード地点まで前進したところで2ミニッツウォーニングを迎えた。その後、ゴール前6ヤードまで攻め込まれたペイトリオッツは、反撃する時間を確保するために、アーマド・ブラッドショーのランをわざと止めずにタッチダウンさせ17-21とし、57秒を残して最後のオフェンスに勝負をかけた。
ペイトリオッツの最後の反撃は、自陣20ヤード地点からスタートした。最初の2回のパスは不成功、第3ダウンにジャスティン・タックがブレイディをサックし6ヤードロスさせたところで、ペイトリオッツは最後のタイムアウトを取った。第4ダウン16ヤードで、ブレイディはディオン・ブランチへのパスを成功させ、ブランチはアウト・オブ・バーンズに出て、ペイトリオッツは自陣33ヤード地点まで前進した。さらにアーロン・ヘルナンデスへの11ヤードのパス成功、ジャイアンツは、12人の守備選手をフィールド上に置く反則を犯し、残り9秒でペイトリオッツは自陣49ヤード地点まで前進した。ここでパスを1本失敗した次のプレーで、ブレイディはヘイルメリーパスをエンドゾーンに向けて投げたが、失敗に終わり、ジャイアンツが21-17で勝利、4年ぶり4回目の優勝を果たした。MVPにはパス42回中30回成功、296ヤード、1TDを投げたイーライ・マニングが選ばれた。

## エンターテイメント

### キックオフ前
試合開始前のセレモニーではカントリー歌手のブレイク・シェルトンとミランダ・ランバートがアメリカ・ザ・ビューティフルを歌った。
アメリカ国歌斉唱はケリー・クラークソンが行うこととなった。

### ハーフタイムショー

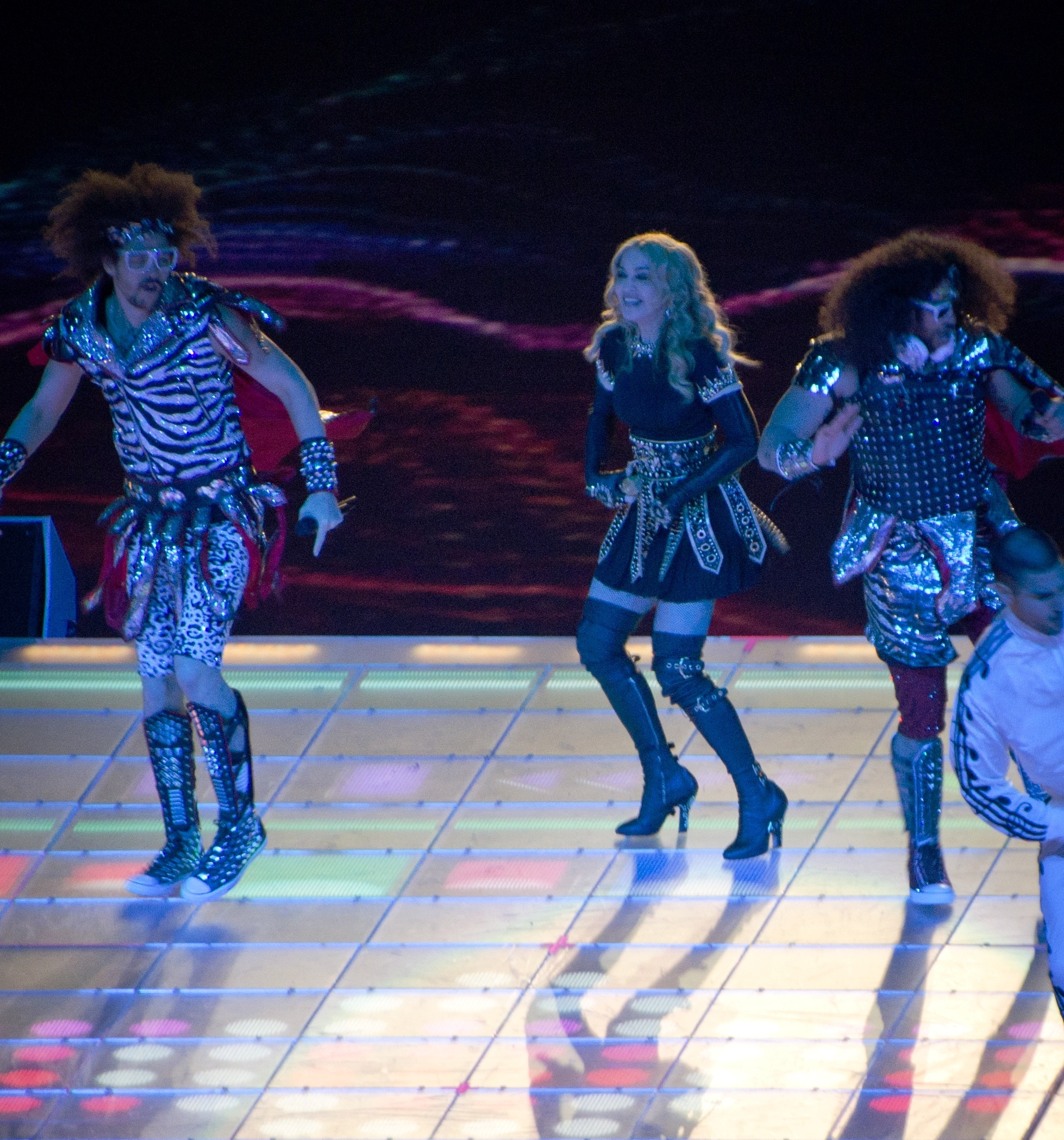
ハーフタイムショーに登場したマドンナ

マドンナがブリヂストン第46回スーパーボウルハーフタイムショーに出演されることが12月4日発表された。ジェイミー・キングとシルク・ドゥ・ソレイユによって構成されたショーで、マドンナはM.I.A.、ニッキー・ミナージュなどと共演し、「ヴォーグ」、「ミュージック」、「ギヴ・ミー・オール・ユア・ラヴィン」、「オープン・ユア・ハート」と「エクスプレス・ユアセルフ」、「ライク・ア・プレイヤー」を披露した。なおハーフタイムショーではM.I.A.が放送禁止用語を歌ったり、中指をつきたてる卑猥なポーズを行ったことから、NBCは不適切な映像を放送したと謝罪をしている。
ヴィンス・ロンバルディ・トロフィーをロジャー・グッデルコミッショナーに届ける役にプロフットボール殿堂入りを果たしているWRレイモンド・ベリー（ボルチモア・コルツで2度NFLチャンピオンシップゲーム優勝、コーチとしてニューイングランド・ペイトリオッツを第20回スーパーボウルに導いた。）が決まっている。

## 放送とCM
全米ではNBCが放送を担当、サンデーナイトフットボールコンビのアル・マイケルズが実況、クリス・コリンズワースが解説、地元コルツのヘッドコーチとして第41回スーパーボウル優勝を果たしているトニー・ダンジーがスタジオ解説を行った。
CMの放送枠は63あるが、2011年のNFLシーズン開幕直前までに5つの放送枠を除いて埋まった。平均放送権料は史上最高額である30秒1回350万ドルになるとみられている。
ペプシのCMではFOXの『Xファクター』優勝者メラニー・アマーロが出演することが決定している。
この放送は2013年5月7日に発表された第34回スポーツ・エミー賞において、最優秀中継特別番組賞を受賞した。
| 2011年 2011年のワールドシリーズ （FOX） | スポーツ・エミー賞 最優秀中継特別番組賞 2012年 | 2013年 2013年のワールドシリーズ （FOX） |

### 日本におけるテレビ中継
- NHK BS-1
  - 実況:松野靖彦 解説:河口正史
- 日本テレビ・日テレG+
  - 実況:蛯原哲 解説:後藤完夫 スーパーボウルPR大使:オードリー[37]
- GAORA
  - 実況:有馬隼人 解説:村田斉潔、辻治人

## スターティングラインアップ
| ジャイアンツ                                   | ポジション | ポジション | ペイトリオッツ                                           |
| ---------------------------------------------- | ---------- | ---------- | -------------------------------------------------------- |
| オフェンス                                     |            |            |                                                          |
| ビクター・クルーズ Victor Cruz                 | WR         | WR         | ウェス・ウェルカー Wes Welker                            |
| デビッド・ディール David Diehl                 | LT         | LT         | マット・ライト Matt Light                                |
| ケビン・ブース Kevin Boothe                    | LG         | LG         | ローガン・マンキンス Logan Mankins                       |
| デビッド・バース David Baas                    | C          | C          | ダン・コノリー Dan Connolly                              |
| クリス・スニー Chris Snee                      | RG         | RG         | ブライアン・ウォーターズ Brian Waters                    |
| カリーム・マッケンジー Kareem McKenzie         | RT         | RT         | セバスティアン・ヴォルマー Sebastian Vollmer             |
| ジェイク・バラード Jake Ballard                | TE         | TE         | ロブ・グロンカウスキー Rob Gronkowski                    |
| ハキーム・ニックス Hakeem Nicks                | WR         | WR         | ディオン・ブランチ Deion Branch                          |
| イーライ・マニング Eli Manning                 | QB         | QB         | トム・ブレイディ Tom Brady                               |
| ヘンリー・ヒノスキー Henry Hynoski             | FB         | FB         | ベンジャーヴィス・グリーン＝エリス BenJarvus Green-Ellis |
| アーマド・ブラッドショー Ahmad Bradshaw        | RB         | RB         | ダニー・ウッドヘッド Danny Woodhead                      |
| ディフェンス                                   |            |            |                                                          |
| ジャスティン・タック Justin Tuck               | LE         | LB         | トレイシー・ホワイト Tracy White                         |
| リンヴァル・ジョセフ Linval Joseph             | LDT        | DT         | ビンス・ウィルフォーク Vince Wilfork                     |
| クリス・キャンティ Chris Canty                 | RDT        | DT         | カイル・ラブ Kyle Love                                   |
| ジェイソン・ピエール＝ポール Jason Pierre-Paul | RE         | DL         | ブランドン・デッデリック Brandon Deaderick               |
| チェイス・ブラックバーン Chase Blackburn       | MLB        | LB         | ロブ・ニンコヴィッチ Rob Ninkovich                       |
| マイケル・ボーリー Michael Boley               | WLB        | LB         | ジェロッド・メイヨ Jerod Mayo                            |
| コーリー・ウェブスター Corey Webster           | LCB        | LB         | ブランドン・スパイクス Brandon Spikes                    |
| アーロン・ロス Aaron Ross                      | RCB        | LCB        | デビン・マコーティ Devin McCourty                        |
| ケニー・フィリップス Kenny Phillips            | SS         | RCB        | カイル・アリントン Kyle Arrington                        |
| アントレル・ロール Antrel Rolle                | FS         | S          | ジェームズ・ヘディーボ James Ihedigbo                    |
| デオン・グラント Deon Grant                    | S          | S          | パトリック・チャン Patrick Chung                         |
| スペシャルチーム                               |            |            |                                                          |
| ローレンス・タインズ Lawrence Tynes            | K          | K          | スティーブン・ゴストコウスキー Stephen Gostkowski        |
| スティーブ・ウェザーフォード Steve Weatherford | P          | P          | ゾルタン・メスコ Zoltan Mesko                            |
| ヘッドコーチ                                   |            |            |                                                          |
| トム・コフリン Tom Coughlin                    | HC         | HC         | ビル・ベリチック Bill Belichick                          |

## トーナメント表
|  |                                                 |                                                 |                                                 |                        |                        |                              |                                      |                              |                                      |                                      |                                      |                                     |                                     |                                     |  |  |  |  |
|  | 2012年1月8日 メットライフ・スタジアム           | 2012年1月8日 メットライフ・スタジアム           | 2012年1月8日 メットライフ・スタジアム           |                        |                        | 1月15日 ランボー・フィールド | 1月15日 ランボー・フィールド         | 1月15日 ランボー・フィールド |                                      |                                      |                                      |                                     |                                     |                                     |  |  |  |  |
|  | 2012年1月8日 メットライフ・スタジアム           | 2012年1月8日 メットライフ・スタジアム           | 2012年1月8日 メットライフ・スタジアム           |                        |                        | 1月15日 ランボー・フィールド | 1月15日 ランボー・フィールド         | 1月15日 ランボー・フィールド |                                      |                                      |                                      |                                     |                                     |                                     |  |  |  |  |
|  | 2012年1月8日 メットライフ・スタジアム           | 2012年1月8日 メットライフ・スタジアム           | 2012年1月8日 メットライフ・スタジアム           |                        |                        | 1月15日 ランボー・フィールド | 1月15日 ランボー・フィールド         | 1月15日 ランボー・フィールド |                                      |                                      |                                      |                                     |                                     |                                     |  |  |  |  |
|  | 2012年1月8日 メットライフ・スタジアム           | 2012年1月8日 メットライフ・スタジアム           | 2012年1月8日 メットライフ・スタジアム           |                        |                        | 1月15日 ランボー・フィールド | 1月15日 ランボー・フィールド         | 1月15日 ランボー・フィールド |                                      |                                      |                                      |                                     |                                     |                                     |  |  |  |  |
|  | 5                                               | ファルコンズ                                    | 2                                               |                        |                        | 1月15日 ランボー・フィールド | 1月15日 ランボー・フィールド         | 1月15日 ランボー・フィールド |                                      |                                      |                                      |                                     |                                     |                                     |  |  |  |  |
|  | 5                                               | ファルコンズ                                    | 2                                               | 4                      | ジャイアンツ           | 37                           |                                      |                              |                                      |                                      |                                      |                                     |                                     |                                     |  |  |  |  |
|  | 4                                               | ジャイアンツ                                    | 24                                              | 4                      | ジャイアンツ           | 37                           |                                      |                              | 1月22日 キャンドルスティック・パーク | 1月22日 キャンドルスティック・パーク | 1月22日 キャンドルスティック・パーク |                                     |                                     |                                     |  |  |  |  |
|  | 4                                               | ジャイアンツ                                    | 24                                              | 1                      | パッカーズ             | 20                           |                                      |                              | 1月22日 キャンドルスティック・パーク | 1月22日 キャンドルスティック・パーク | 1月22日 キャンドルスティック・パーク |                                     |                                     |                                     |  |  |  |  |
|  |                                                 |                                                 |                                                 | 1                      | パッカーズ             | 20                           |                                      |                              | 1月22日 キャンドルスティック・パーク | 1月22日 キャンドルスティック・パーク | 1月22日 キャンドルスティック・パーク |                                     |                                     |                                     |  |  |  |  |
|  | NFC                                             |                                                 |                                                 |                        |                        |                              |                                      |                              | 1月22日 キャンドルスティック・パーク | 1月22日 キャンドルスティック・パーク | 1月22日 キャンドルスティック・パーク |                                     |                                     |                                     |  |  |  |  |
|  | 2012年1月7日 メルセデス・ベンツ・スーパードーム | 2012年1月7日 メルセデス・ベンツ・スーパードーム | 2012年1月7日 メルセデス・ベンツ・スーパードーム | 4                      | ジャイアンツ           | 20*                          |                                      |                              |                                      |                                      |                                      |                                     |                                     |                                     |  |  |  |  |
|  | 2012年1月7日 メルセデス・ベンツ・スーパードーム | 2012年1月7日 メルセデス・ベンツ・スーパードーム | 2012年1月7日 メルセデス・ベンツ・スーパードーム | 4                      | ジャイアンツ           | 20*                          | 1月14日 キャンドルスティック・パーク |                              |                                      |                                      |                                      |                                     |                                     |                                     |  |  |  |  |
|  | 2012年1月7日 メルセデス・ベンツ・スーパードーム | 2012年1月7日 メルセデス・ベンツ・スーパードーム | 2012年1月7日 メルセデス・ベンツ・スーパードーム |                        | 2                      | 49ers                        | 17                                   |                              |                                      |                                      |                                      |                                     |                                     |                                     |  |  |  |  |
|  | 2012年1月7日 メルセデス・ベンツ・スーパードーム | 2012年1月7日 メルセデス・ベンツ・スーパードーム | 2012年1月7日 メルセデス・ベンツ・スーパードーム |                        | 2                      | 49ers                        | 17                                   |                              |                                      |                                      |                                      |                                     |                                     |                                     |  |  |  |  |
|  | 6                                               | ライオンズ                                      | 28                                              | NFC チャンピオンシップ | NFC チャンピオンシップ | NFC チャンピオンシップ       |                                      |                              |                                      |                                      |                                      |                                     |                                     |                                     |  |  |  |  |
|  | 6                                               | ライオンズ                                      | 28                                              | NFC チャンピオンシップ | NFC チャンピオンシップ | NFC チャンピオンシップ       | 3                                    | セインツ                     | 32                                   |                                      |                                      |                                     |                                     |                                     |  |  |  |  |
|  | 3                                               | セインツ                                        | 45                                              | NFC チャンピオンシップ | NFC チャンピオンシップ | NFC チャンピオンシップ       | 3                                    | セインツ                     | 32                                   |                                      |                                      | 2月5日 ルーカス・オイル・スタジアム | 2月5日 ルーカス・オイル・スタジアム | 2月5日 ルーカス・オイル・スタジアム |  |  |  |  |
|  | 3                                               | セインツ                                        | 45                                              | NFC チャンピオンシップ | NFC チャンピオンシップ | NFC チャンピオンシップ       | 2                                    | 49ers                        | 36                                   |                                      |                                      | 2月5日 ルーカス・オイル・スタジアム | 2月5日 ルーカス・オイル・スタジアム | 2月5日 ルーカス・オイル・スタジアム |  |  |  |  |
|  | ワイルドカード・プレーオフ                      |                                                 |                                                 |                        |                        |                              | 2                                    | 49ers                        | 36                                   |                                      |                                      | 2月5日 ルーカス・オイル・スタジアム | 2月5日 ルーカス・オイル・スタジアム | 2月5日 ルーカス・オイル・スタジアム |  |  |  |  |
|  | ディビジョナル・プレーオフ                      |                                                 |                                                 |                        |                        |                              |                                      |                              |                                      |                                      |                                      | 2月5日 ルーカス・オイル・スタジアム | 2月5日 ルーカス・オイル・スタジアム | 2月5日 ルーカス・オイル・スタジアム |  |  |  |  |
|  | 2012年1月7日 リライアント・スタジアム           | 2012年1月7日 リライアント・スタジアム           | 2012年1月7日 リライアント・スタジアム           | N4                     | ジャイアンツ           | 21                           |                                      |                              |                                      |                                      |                                      |                                     |                                     |                                     |  |  |  |  |
|  | 2012年1月7日 リライアント・スタジアム           | 2012年1月7日 リライアント・スタジアム           | 2012年1月7日 リライアント・スタジアム           | N4                     | ジャイアンツ           | 21                           | 1月15日 M&Tバンク・スタジアム        |                              |                                      |                                      |                                      |                                     |                                     |                                     |  |  |  |  |
|  | 2012年1月7日 リライアント・スタジアム           | 2012年1月7日 リライアント・スタジアム           | 2012年1月7日 リライアント・スタジアム           |                        | A1                     | ペイトリオッツ               | 17                                   |                              |                                      |                                      |                                      |                                     |                                     |                                     |  |  |  |  |
|  | 2012年1月7日 リライアント・スタジアム           | 2012年1月7日 リライアント・スタジアム           | 2012年1月7日 リライアント・スタジアム           |                        | A1                     | ペイトリオッツ               | 17                                   |                              |                                      |                                      |                                      |                                     |                                     |                                     |  |  |  |  |
|  | 6                                               | ベンガルズ                                      | 10                                              | 第46回スーパーボウル   | 第46回スーパーボウル   | 第46回スーパーボウル         |                                      |                              |                                      |                                      |                                      |                                     |                                     |                                     |  |  |  |  |
|  | 6                                               | ベンガルズ                                      | 10                                              | 第46回スーパーボウル   | 第46回スーパーボウル   | 第46回スーパーボウル         | 3                                    | テキサンズ                   | 13                                   |                                      |                                      |                                     |                                     |                                     |  |  |  |  |
|  | 3                                               | テキサンズ                                      | 31                                              | 第46回スーパーボウル   | 第46回スーパーボウル   | 第46回スーパーボウル         | 3                                    | テキサンズ                   | 13                                   |                                      |                                      | 1月22日 ジレット・スタジアム        | 1月22日 ジレット・スタジアム        | 1月22日 ジレット・スタジアム        |  |  |  |  |
|  | 3                                               | テキサンズ                                      | 31                                              | 第46回スーパーボウル   | 第46回スーパーボウル   | 第46回スーパーボウル         | 2                                    | レイブンズ                   | 20                                   |                                      |                                      | 1月22日 ジレット・スタジアム        | 1月22日 ジレット・スタジアム        | 1月22日 ジレット・スタジアム        |  |  |  |  |
|  |                                                 |                                                 |                                                 |                        |                        |                              | 2                                    | レイブンズ                   | 20                                   |                                      |                                      | 1月22日 ジレット・スタジアム        | 1月22日 ジレット・スタジアム        | 1月22日 ジレット・スタジアム        |  |  |  |  |
|  | AFC                                             |                                                 |                                                 |                        |                        |                              |                                      |                              |                                      |                                      |                                      | 1月22日 ジレット・スタジアム        | 1月22日 ジレット・スタジアム        | 1月22日 ジレット・スタジアム        |  |  |  |  |
|  | 2012年1月8日 スポーツオーソリティ・フィールド   | 2012年1月8日 スポーツオーソリティ・フィールド   | 2012年1月8日 スポーツオーソリティ・フィールド   | 2                      | レイブンズ             | 20                           |                                      |                              |                                      |                                      |                                      |                                     |                                     |                                     |  |  |  |  |
|  | 2012年1月8日 スポーツオーソリティ・フィールド   | 2012年1月8日 スポーツオーソリティ・フィールド   | 2012年1月8日 スポーツオーソリティ・フィールド   | 2                      | レイブンズ             | 20                           | 1月14日 ジレット・スタジアム         |                              |                                      |                                      |                                      |                                     |                                     |                                     |  |  |  |  |
|  | 2012年1月8日 スポーツオーソリティ・フィールド   | 2012年1月8日 スポーツオーソリティ・フィールド   | 2012年1月8日 スポーツオーソリティ・フィールド   |                        | 1                      | ペイトリオッツ               | 23                                   |                              |                                      |                                      |                                      |                                     |                                     |                                     |  |  |  |  |
|  | 2012年1月8日 スポーツオーソリティ・フィールド   | 2012年1月8日 スポーツオーソリティ・フィールド   | 2012年1月8日 スポーツオーソリティ・フィールド   |                        | 1                      | ペイトリオッツ               | 23                                   |                              |                                      |                                      |                                      |                                     |                                     |                                     |  |  |  |  |
|  | 5                                               | スティーラーズ                                  | 23                                              | AFC チャンピオンシップ | AFC チャンピオンシップ | AFC チャンピオンシップ       |                                      |                              |                                      |                                      |                                      |                                     |                                     |                                     |  |  |  |  |
|  | 5                                               | スティーラーズ                                  | 23                                              | AFC チャンピオンシップ | AFC チャンピオンシップ | AFC チャンピオンシップ       | 4                                    | ブロンコス                   | 10                                   |                                      |                                      |                                     |                                     |                                     |  |  |  |  |
|  | 4                                               | ブロンコス                                      | 29*                                             | AFC チャンピオンシップ | AFC チャンピオンシップ | AFC チャンピオンシップ       | 4                                    | ブロンコス                   | 10                                   |                                      |                                      |                                     |                                     |                                     |  |  |  |  |
|  | 4                                               | ブロンコス                                      | 29*                                             | AFC チャンピオンシップ | AFC チャンピオンシップ | AFC チャンピオンシップ       | 1                                    | ペイトリオッツ               | 45                                   |                                      |                                      |                                     |                                     |                                     |  |  |  |  |
|  |                                                 |                                                 |                                                 |                        |                        |                              | 1                                    | ペイトリオッツ               | 45                                   |                                      |                                      |                                     |                                     |                                     |  |  |  |  |